# Payette
Payette è una città degli Stati Uniti d'America, situata nello Stato dell'Idaho, nella Contea di Payette, della quale è anche il capoluogo.